# Liste der Baudenkmale in Hemsloh
In der Liste der Baudenkmale in Hemsloh sind alle Baudenkmale der niedersächsischen Gemeinde Hemsloh aufgelistet. Die Quelle der Baudenkmale ist der Denkmalatlas Niedersachsen. Der Stand der Liste ist der 13. März 2021.
In den Spalten befinden sich folgende Informationen:
- Lage: die Adresse des Baudenkmales und die geographischen Koordinaten. Kartenansicht, um Koordinaten zu setzen. In der Kartenansicht sind Baudenkmale ohne Koordinaten mit einem roten Marker dargestellt und können in der Karte gesetzt werden. Baudenkmale ohne Bild sind mit einem blauen Marker gekennzeichnet, Baudenkmale mit Bild mit einem grünen Marker.
- Bezeichnung: Bezeichnung des Baudenkmales
- Beschreibung: die Beschreibung des Baudenkmales. Unter § 3 Abs. 2 NDSchG werden Einzeldenkmale und unter § 3 Abs. 3 NDSchG Gruppen baulicher Anlagen und deren Bestandteile ausgewiesen.
- ID: die Objekt-ID des Baudenkmales
- Bild: ein Bild des Baudenkmales, ggf. zusätzlich mit einem Link zu weiteren Fotos des Baudenkmals im Medienarchiv Wikimedia Commons. Wenn man auf das Kamerasymbol klickt, können Fotos zu Baudenkmalen aus dieser Liste hochgeladen werden:

## Hemsloh

### Gruppe: Hofanlage I Hemsloher Kirchweg 15
Die Gruppe „Hofanlage I Hemsloher Kirchweg 15“ hat die ID 34627579.

| Lage                                             | Bezeichnung              | Beschreibung | ID       | Bild |
| ------------------------------------------------ | ------------------------ | --- | -------- | ---- |
| Hemsloher Kirchweg 15 52° 36′ 8″ N, 8° 30′ 34″ O | Wohnhaus                 | Um 1900 wurde das Backsteingebäude unter einem Satteldach errichtet.                                                  | 34435569 |      |
| Hemsloher Kirchweg 15 52° 36′ 7″ N, 8° 30′ 35″ O | Wohn-/Wirtschaftsgebäude | Das Zweiständer-Hallenhaus wurde 1777 unter einem reetgedeckten Walmdach, zum Wirtschaftsgiebel Satteldach errichtet. | 34435619 |      |
| Hemsloher Kirchweg 15 52° 36′ 7″ N, 8° 30′ 34″ O | Scheune                  | Die Backsteinscheune mit Quereinfahrt wurde um 1900 unter einem Satteldach errichtet.                                 | 34435595 |      |
| Hemsloher Kirchweg 15 52° 36′ 6″ N, 8° 30′ 35″ O | Einfriedung              | Der Stakettenzaun umgibt als Einfriedung das Wohnhaus.                                                                | 34435799 |      |

### Gruppe: Hofanlage Rodemühlen
Die Gruppe „Hofanlage Rodemühlen“ hat die ID 34627599.

| Lage                                      | Bezeichnung              | Beschreibung                                                                   | ID       | Bild |
| ----------------------------------------- | ------------------------ | ------------------------------------------------------------------------------ | -------- | ---- |
| Böschenmühle 3 52° 36′ 5″ N, 8° 32′ 18″ O | Wohn-/Wirtschaftsgebäude | 1791 wurde das Zweiständer-Hallenhaus unter einem Satteldach errichtet.        | 34435668 |      |
| Böschenmühle 3 52° 36′ 5″ N, 8° 32′ 20″ O | Stall                    | Der Backsteinstall mit Quereinfahrt und Ladeluke steht unter einem Satteldach. | 34435692 |      |
| Böschenmühle 3 52° 36′ 5″ N, 8° 32′ 21″ O | Remise                   | Die Fachwerkremise mit drei Quereinfahrten steht unter einem Satteldach.       | 34435713 |      |
| Böschenmühle 3 52° 36′ 4″ N, 8° 32′ 17″ O | Speicher                 | Der zweigeschossige Backsteinspeicher steht unter einem Satteldach.            | 34435734 |      |

### Einzelbaudenkmale
| Lage                                               | Bezeichnung              | Beschreibung                                                                                            | ID       | Bild |
| -------------------------------------------------- | ------------------------ | --- | -------- | ---- |
| Mühlenstraße 3 52° 35′ 59″ N, 8° 30′ 21″ O         | Mühle                    | Der Stumpf einer Galerie-Holländerwindmühle wurde 1875 errichtet. Kappe und Galerie fehlen.             | 34435544 |      |
| Dorfstraße 27 52° 36′ 10″ N, 8° 30′ 56″ O          | Wohnhaus                 | Das eingeschossige Fachwerkgebäude aus der Zeit um 1850 steht unter einem Krüppelwalmdach.              | 34435644 |      |
| Rodemühlener Straße 10 52° 36′ 11″ N, 8° 32′ 26″ O | Wohn-/Wirtschaftsgebäude | Das Zweiständer-Hallenhaus steht unter einem Krüppelwalmdach.                                           | 34435780 |      |
| Rodemühlener Straße 22 52° 36′ 5″ N, 8° 32′ 30″ O  | Wohn-/Wirtschaftsgebäude | Das Zweiständer-Hallenhaus wurde 1830 unter einem Krüppelwalmdach errichtet und 1854 und 1962 umgebaut. | 34435756 |      |